# 托伊弗爾湖 (格魯訥瓦爾德)
52°29′28″N 13°14′1″E / 52.49111°N 13.23361°E

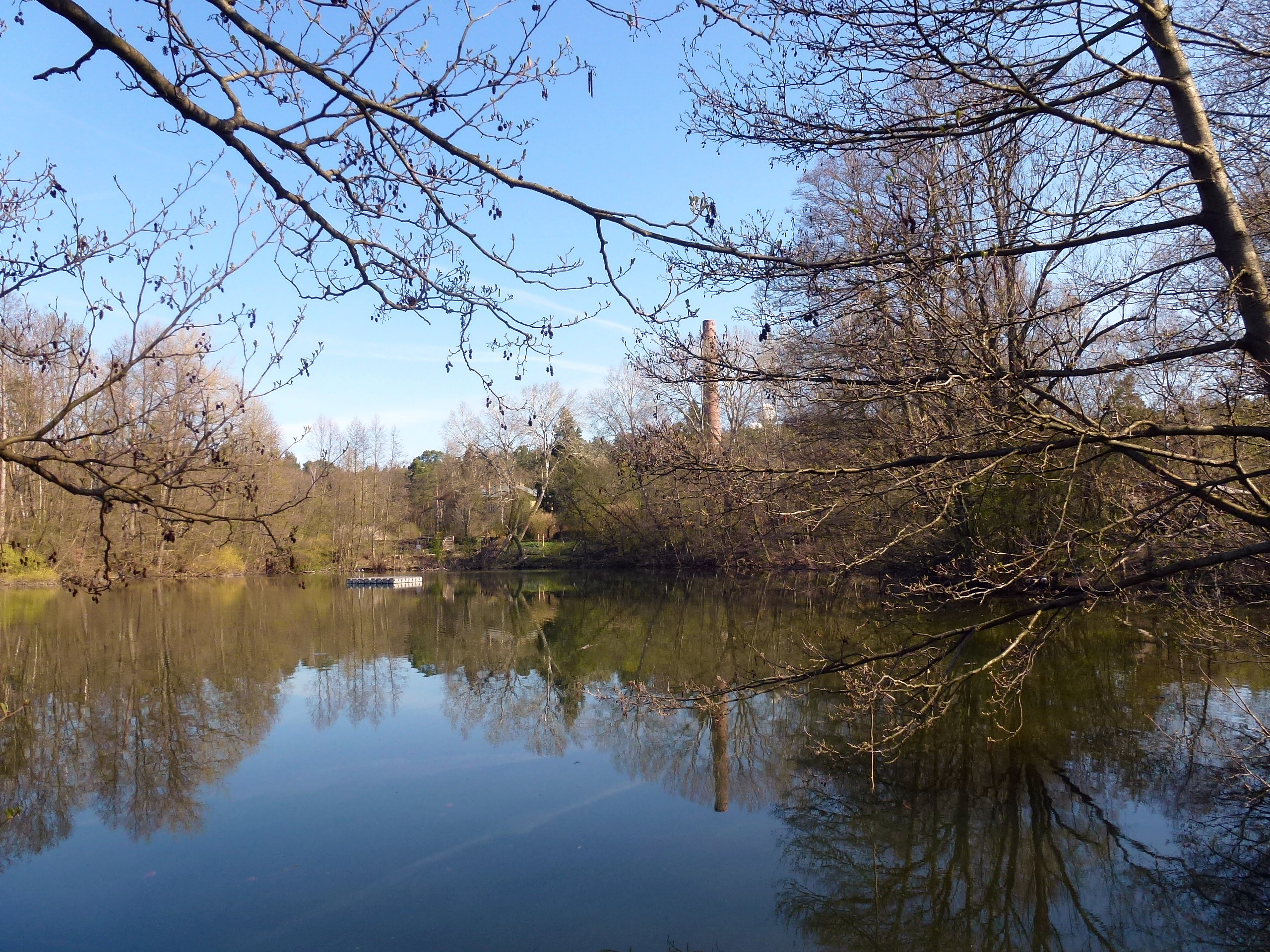

托伊弗爾湖（德語：Teufelssee），是德國的湖泊，位於該國首都柏林，由格魯訥瓦爾德行政區負責管轄，長0.25公里、寬0.11公里，面積0.02平方公里，最大水深6米，水體容量7萬立方米。